# ستيفن سيمون
ستيفن سيمون (بالإنجليزية: Stephen Simon)‏ هو معلم موسيقى أمريكي، ولد في 5 مايو 1937 في نيويورك في الولايات المتحدة، وتوفي في 20 يناير 2013.

## وصلات خارجية
- ستيفن سيمون على موقع ميوزك برينز (الإنجليزية)
- ستيفن سيمون على موقع أول ميوزيك (الإنجليزية)
- ستيفن سيمون على موقع ديسكوغز (الإنجليزية)